# Okezone.com

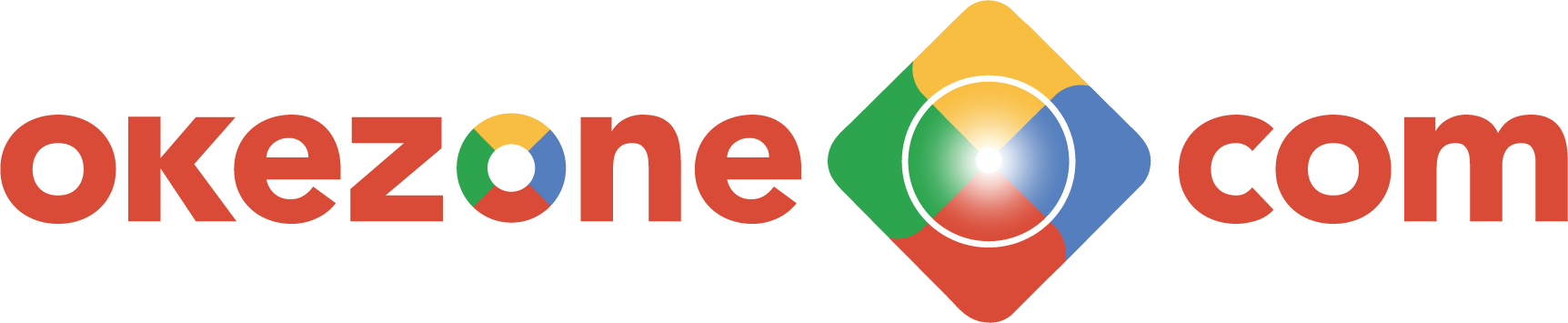
2017年11月から2018年12月にかけて使用されていたロゴ。現在もいくつかのOkezoneのサイトで使用されている

Okezone.comは、インドネシアのオンラインニュースやエンタメを扱うポータルサイト。正式公開は2007年3月1日で、PT Media Nusantara Citra（MNC）が所有している。 同社は他にもテレビ、印刷メディア、ラジオネットワークなどのメディアビジネスを手掛けている。 
2008年10月には、Alexa.comのランキングにおいて、インドネシアで28番目に人気のあるウェブサイトとなった。  主に政治、イベント、国際、経済、ライフスタイル、芸能、スポーツ、サッカー、自動車、テクノロジーなどの一般的な題材が取り扱われている。また、法務部は20分から1時間以内に対応する。 

## 歴史
Okezone.comは、PT Media Nusantara Citra Tbk（MNC）初のオンラインビジネスとして2007年3月1日に正式オープンした。現在は他にも、テレビ（RCTI、MNCTV、GTV、iNews）、出版（Sindo Newspaper、Genlo Tabloid、Mom＆Kiddie Tabloid、 HighEnd magazine、Sindo Weekly）、ラジオ（Sindo Trijaya FM 、グローバルラジオ、インドネシアラジオダンドゥット、Vラジオ）、その他多くのメディアビジネス（モバイルVAS、アーティスト管理、映画制作会社、広告代理店など）を手掛けている。 

## 取締役会[3]
| 代表取締役 | Daniel Hartono  |
| 取締役     | Rachmat Nurhadi |
| 取締役     | Lia Marliana    |
| 取締役     | Rio Anugrah     |